# Хенепин
Окръг Хенепин (на английски: Hennepin County) е окръг в щата Минесота, Съединени американски щати. Площта му е 1570 km², а населението - 1 156 212 души. Административен център е град Минеаполис.